# Nancy Njie
Nancy Seedy Njie (* 7. November 1965) ist ehemalige Tourismus- und Kulturministerin (Secretary of State for Tourism and Culture) des westafrikanischen Staates Gambia.

## Leben
Nach dem Besuch der Gambia High School arbeitete sie von 1984 bis 1991 bei der damaligen Gambia Airways, danach machte sie sich selbstständig als Eigentümerin der Kantine der Gambia Ports Authority.
Am 26. April 2006 erhielt sie die Medaille (RGM) des Order of the Republic of The Gambia und wurde im November 2007 als stellvertretende Bürgermeisterin von Banjul gewählt. Zuvor war sie am 8. Januar 2007 in den Aufsichtsrat der Gambia Telecommunications Company gewählt worden, der aber im August desselben Jahres wieder aufgelöst wurde.
In das Kabinett von Staatspräsident Yahya Jammeh wurde sie am 20. März 2008 berufen. Sie löste Angela Colley ab, die Hochkommissarin Gambias in Nigeria wurde. Njie wurde am 26. März 2008 im Amt vereidigt.
Am 4. Februar 2010 wurde sie durch Fatou Mass Jobe-Njie ersetzt. Nije wurde Executive Director von Jammeh Foundation for Peace.

## Ehrungen
Den Orden Officer (ORG) erhielt Njie im Mai 2009.
- 2006 – Order of the Republic of The Gambia – Medaille
- 2009 – Order of the Republic of The Gambia – Officer